# Entertaining Friends
Entertaining Friends è il secondo album interamente dal vivo pubblicato dai Buzzcocks. Contiene brani registrati nel 1979 al teatro londinese Hammersmith Odeon. È stato pubblicato per la prima volta nel 1992, pochi anni dopo la riunione del gruppo.

## Tracce
1. I Don't Know What To Do With My Life
2. I Don't Mind
3. Ever Fallen In Love?
4. Sixteen
5. Fiction Romance
6. Harmony In My Head
7. Moving Away From The Pulsebeat
8. Autonomy
9. Nothing Left
10. Noise Annoys
11. Lipstick
12. Everybody's Happy Nowadays
13. Promises
14. Orgasm Addict
15. What Do I Get?
16. Breakdown
17. Fast Cars
18. Oh Shit

## Formazione
- Pete Shelley - voce e chitarra
- Steve Diggle - chitarra e voce
- Steve Garvey - basso
- John Maher - batteria